# 1991 au Canada
Pour un article plus général, voir Chronologie du Canada.
Cet article traite des événements qui se sont produits durant l'année 1991 au Canada.

## Événements

### Janvier
- 1er janvier : la Taxe sur les produits et services entre en vigueur.

### Mars
- 2 au 9 mars : Deaflympics d'hiver à Banff en Alberta
- 27 mars : Une tornade cause $25 millions en dommage à Sarnia.

### Avril
- 15 avril : Le Canada adhère à la Banque européenne pour la reconstruction et le développement

### Juillet
- 24 juillet : Les oblats de Marie-Immaculée présentent des excuses officielles aux Premières Nations pour leur rôle dans le système des pensionnats pour Autochtones au Canada[1].

### Août
- 22 août : Championnats du monde de voile à Kingston
- 24 et 25 août : Coupe du monde de slalom (canoë-kayak) à Minden en Ontario
- 27 août : Une EF3 balaie le Québec donc trois localités et cause 15 blessés et $25 millions en dommage. Maskinongé a été durement touché par la tornade soit 60 % de ses bâtiments ont été endommagés.

### Septembre
- 2 septembre : rétablissement des relations diplomatiques entre le Canada et la Lituanie
- 3 septembre : rétablissement des relations diplomatiques entre le Canada et la Lettonie
- 23 septembre : élection générale au Nouveau-Brunswick - l'Association libérale du Nouveau-Brunswick conserve sa majorité à l'Assemblée législative ; le Parti Confederation of Regions forme l'opposition officielle.

### Octobre
- 15 octobre : élection générale dans les Territoires du Nord-Ouest - Nellie Cournoyea succède Dennis Patterson au poste Premier ministre.

- 21 octobre : élection générale en Saskatchewan - le gouvernement du progressiste-conservateur est défait par le NPD saskatchewanaise et Roy Romanow succède à Grant Devine au poste de Premier ministre.

### Novembre
- 5 novembre : élection générale en Colombie-Britannique - le gouvernement du Parti Crédit social est défait par le NPD britanno-colombienne et Michael Harcourt succède à Rita Johnston au poste de Premier ministre.

## À surveiller
- Coupe du monde masculine de basket-ball des 19 ans et moins à Edmonton

## Naissances
- 16 janvier : Matt Duchene, joueur de hockey sur glace.
- 5 mars : Pierre-Luc Lafontaine, acteur.
- 10 mai : Jordan Francis, acteur, danseur et chanteur.
- 10 août : Olivier Dion, chanteur et animateur de télévision.

## Décès
- Gérard Delage, gastronome.
- 23 janvier : Northrop Frye, écrivain et critique littéraire.
- 26 avril : Richard Bennett Hatfield, premier ministre du Nouveau-Brunswick.
- 6 août : Roland Michener, gouverneur général du Canada.
- 22 août : Colleen Dewhurst, actrice.
- 13 novembre : Paul-Émile Léger, cardinal et missionnaire.
- 17 décembre : Armand Frappier, médecin.
- 18 décembre : Joey Smallwood, premier ministre de Terre-Neuve-et-Labrador.